# Pont Cavenagh
Le Pont Cavenagh est le seul pont suspendu et l'un des plus anciens pont de Singapour. Il a été ouvert en 1870 en commémoration de la nouvelle colonie de la Couronne des établissements des détroits. Franchissant la rivière Singapour, il s'agit du plus vieux pont de Singapour existant sous sa forme d'origine.

## Histoire
D'abord connu sous le nom de Pont d'Édimbourg (Edinburgh Bridge) pour commémorer la visite du Duc d'Édimbourg, il change de nom en l'honneur du major-général William Orfeur Cavenagh (en), gouverneur des établissements des détroits (en) de 1859 à 1867.

## Le pont aujourd'hui

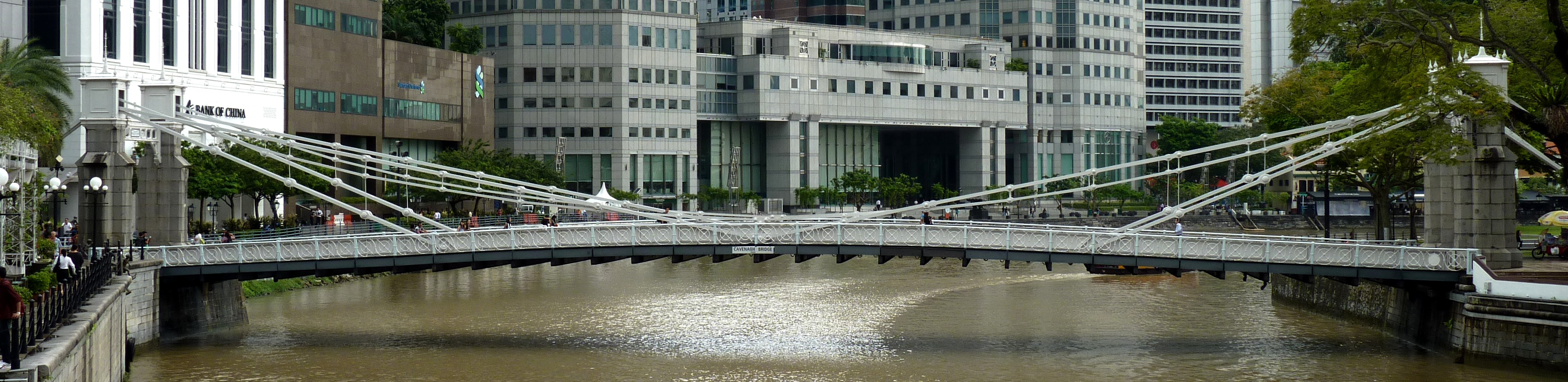

Le pont est aujourd'hui exclusivement piétonnier. Le 3 novembre 2008, le pont a été sélectionné dans le cadre du programme de conservation élargi de l'autorité de redéveloppement urbain (en). Il est désormais monument national.